# Юго-Западный (Воронеж)
Юго-Западный (Юго-Западный жилой район) — жилой район, занимает большую часть Советского района г. Воронеж. В 1950—1960 годах здесь впервые в городе применили микрорайонную свободную планировку — на первых этажах иногда размещали магазины, а внутри микрорайона — детсады и школы.

## Ключевые улицы
Проспект Патриотов — длина составляет 3,4 км. Начинается магистраль от Юго-Западного рынка и заканчивается пересечением с Курской трассой. Проспект Патриотов проложили только в конце 60-х годов прошлого века. Новая магистральная улица, образованная на краю Юго-Западного жилого района, названа проспектом Патриотов в 1967 году. По проспекту осуществляется выезд на Курское шоссе. Одну сторону проспекта застроили жилыми зданиями, на другой появились предприятия общественного назначения: автостанция, крытый рынок, больница скорой помощи.
Южно-Моравская — длина составляет 2,3 км. Улица получила свое название в честь области в Чехии, с административной столицей которой у Воронежа установлены побратимские отношения.

## Парки, скверы, памятники
Парк Танаис История парка культуры и отдыха началась ещё в 1950-е годы, когда воронежские фронтовики высадили на этом месте сосны. В 1973 году был образован Советский район. Тогда же в лесном массиве, ограниченном улицами Южно-Моравской, Комарова, Героев Сибиряков и Олеко Дундича, открыли Парк культуры и отдыха Советского района.
А 22 апреля 1974-го, в День всесоюзного субботника (в советские годы отмечался в день рождения Владимира Ленина), в парке началось строительство детского городка аттракционов. В 90-е годы парк получил нынешнее название. В феврале 2022 года в воронежских СМИ появилась информация, что территория парка готовится к масштабному обновлению.
Лесопарк Оптимистов Эта зелёная зона расположилась в районе проспекта Патриотов, улиц Космонавта Комарова, Шендрикова и Южно-Моравской. Площадь парка составляет 630 тыс. м2, и первые посадки деревьев в нём производились ещё в 40-е годы прошлого века. Сейчас «Оптимист» — настоящий кусок леса на юго-западе Воронежа.
Памятник советским летчикам, сражавшимся за Воронеж в годы Великой Отечественной войны. Представляет собой устремленный в небо боевой реактивный самолёт МиГ-21 с бортовым номером 100, установленный на кольцевой развязке при пересечении улиц Ворошилова и Космонавтов.

## Объекты инфраструктуры
- Стадион «Факел» — после возведения спорткомплекса с бассейном, в котором впервые в СССР появилась система обработки воды методом озонирования, а не хлорирования, приступили к созданию футбольного стадиона. В 1986 году на новом газоне сыграли в футбол сборные цехов КБХА, ещё через три года там появилась трибуна. В 2008 году стадион перешёл в областную собственность. В 2022 году была начата масштабная реконструкция. Ныне стадион имеет четыре трибуны и вмещает 10 000 зрителей. 
27 июля 2024 года стадион официально открылся матчем Российской премьер-лиги «Факел» (Воронеж) - «Акрон» (Тольятти).
- Юго-Западный рынок — одно из самых популярных мест торговли в городе[8]. Появился в 80-е годы XX века. Сначала открылся продуктовый рынок. Затем же, как раз, вместе с Юго-Западной автостанцией появилось и пространство для продажи одежды. До этого на месте нынешнего рынка был пустырь[9].
- Больница скорой медицинской помощи № 1 на проспекте Патриотов. Изначально, в 1975 году, решением Воронежского городского Совета депутатов трудящихся был отведен земельный участок для строительства медучреждения на 990 коек. Первый больной в БСМП поступил через год — в 1986 году. В это же время были развернуты все клинические отделения и вспомогательные службы. К концу 1986 года в медучреждении появилось 915 коек[10].

## Производства
- Акционерное общество «Конструкторское бюро химавтоматики» (АО КБХА)